# Vakuumförderer
Vakuumförderer fördern Schüttgüter mit Unterdruck.

## Fördern von Feststoffen mit Vakuum
In der gesamten Verfahrens- und Prozesstechnik werden vielfältige Schüttgüter transportiert. Es kann sich um pulvrige Roh- und Hilfsstoffe, aber auch um die fertigen Endprodukte handeln. Bei der manuellen Handhabung werden alle Arten von Gebinden wie Fässer, Säcke oder Bigbags in die Produktion gebracht und offen entleert. Die Arbeiter werden dabei körperlich belastet durch das Heben, den Staub, das Freisetzen von gesundheitsschädlichen Stoffen, Explosionsrisiko durch den Feststoff und durch das Arbeiten an offenen Prozessbehältern.
Die Saugförderung unter Vakuum ermöglicht das Ansaugen, Transportieren und Entleeren von Feststoffen aller Art innerhalb eines geschlossenen Systems ohne Gefährdung der Beschäftigten.

## Funktionsablauf
1. Die Vakuumpumpe erzeugt im Abscheidebehälter des Vakuumförderers einen Unterdruck, so dass durch die Einsaugöffnung von einer Produktaufgabestelle Luft angesaugt und Transportgut mitgerissen wird.
2. Die eingesaugte Luft passiert das in den Abscheidebehälter eingesetzte Filtersystem. Das angesaugte Material wird durch den Filter im Abscheider zurückgehalten und sammelt sich dort an. Bei Feinstaub ermöglicht ein Fliehkraftabscheider in Kombination mit der tangentialen Einsaugung höhere Förderleistungen wegen geringerer Filterflächenbelastung.
3. Nach erfolgter Befüllung des Abscheidebehälters schaltet die Vakuumpumpe ab. Der Druck im Abscheidebehälter gleicht sich innerhalb weniger Zehntelsekunden automatisch dem Umgebungsdruck an. Nun öffnet das unten im Abscheidebehälter angeordnete Entleermodul und das eingesaugte Material fällt aus dem Vakuumförderer direkt in die zu beschickende Einheit.
4. Zum Entleeren wird das Filtermodul durch einen Gegenblas-Luftimpuls gereinigt. Dabei wird der ggf. anhaftende Filterkuchen entfernt. Um den Materialaustrag bei stark brückenbildendem oder klebendem Material zu verbessern können Kolbenvibratoren und Fluidisiereinheiten eingesetzt werden.
5. Wenn das Entleermodul vollständig entleert ist, schließt es sich, und der Förderprozess beginnt erneut.

## Reinigung
Die Reinigung von Vakuumförderern kann unterschiedlich ablaufen, die Ansprüche können je nach Produkt und Branche sehr stark divergieren. Neben der WIP (Washing In Place) Methode, die eine manuelle Nachreinigung erfordert, gibt es auch die vollautomatische Reinigung das so genannte CIP (Cleaning In Place) Verfahren. Das CIP – Verfahren kommt besonders bei aggressiven oder gefährlichen Stoffen, oder wo Kreuzkontamination vermieden werden soll, zum Einsatz. Die anschließende vollautomatische Trocknung DIP (Drying In Place) macht den Vakuumförderer wieder sofort einsatzfähig.

Vakuumförderer mit Multijector-Vakuumpumpe

Saugförderanlage mit Vakuumförderer

## Komponenten

### Schüttgut Abscheide- & Sammelbehälter
Bei der Edelstahl-Segmentbauweise lässt sich das Fördersystem leicht zerlegen und reinigen. So können auch die hohen hygienischen Anforderungen der Lebensmittel- und Pharmaindustrie erfüllt werden.
Darüber hinaus können einzelne Edelstahlmodule individuell gemäß der konkreten Aufgabenstellung optimiert werden. So können beispielsweise die Einsaugsegmente in radialer oder tangentialer Ausführung entscheidend für eine erfolgreiche Förderung sein. Der gewählte Werkstoff bringt die nötige Festigkeit (bis zu 91 % Vakuum ist möglich), bei geringer Wandstärke und niedrigem Gewicht. In der Regel befindet sich der Schüttgut-Sammelbehälter direkt über dem zu befüllenden Anlagenteil.

### Vakuumpumpen
Ist der Förderer häufig im Einsatz oder wird ein großer Produktstrom (auch mit schwer förderbaren Stoffen) angestrebt, ist die Wahl einer externen Vakuumpumpe unausweichlich. Die Vakuumpumpe erzeugt ein Feinvakuum von ca. 0,1 – 0,3 mbar, was die Förderung auch über sehr lange Distanzen ermöglicht. Gängige Industrievakuumpumpen können 1600 m³/h Luft ansaugen (Zum Vergleich: ein olympisches Schwimmbecken fasst ca. 2500 m³ Wasser). Bei der Auswahl der Vakuumpumpen ist es wichtig, die jeweiligen Anforderungen zu berücksichtigen. So gibt es besondere ATEX-Ausführungen, welche in einer explosiven Atmosphäre betrieben werden kann.
Bei nicht so hohen Anforderungen können auch Venturi-Düsen als „Pumpe“ genutzt werden.
Das mit Druckluft erzeugte Vakuum ist wartungsfrei; allerdings muss der Drucklufterzeuger gewartet werden. Bei vorhandener Druckluft sind sie kompakt, haben ein geringes Gewicht und sind relativ einfach zu steuern und zu regeln. Die Umsetzung über das mehrstufige Venturi-Prinzip gewährleistet bei sehr geringen Fördermengen den wirtschaftlichen Einsatz, da keine Vakuumpumpe angeschafft werden muss.
Dieser Vakuumerzeuger besitzt keine rotierenden Teile, braucht keine Schmierung und Wartung und entwickelt im Betrieb auch keine Wärme. So kann ein Vakuum von bis zu 91 % erzeugt werden.
Die physikalische Einsatzgrenze der Druckluft betriebener Vakuumerzeugung ist durch das Funktionsprinzip vorgegeben. Vom Atmosphärendruck (ca. 1013 mbar) steht demnach ca. 910 mbar als maximaler Unterdruck zur Verfügung. Eine geschlossene Wassersäule lässt sich somit auf 9 m Höhe saugen. Bei der Förderung eines Produkt-Luftgemisches (Flugförderung) wird die maximal erreichbare Förderhöhe weiter gesteigert. Durch Schalldämpfer und Abluftadapter ergibt sich ein relativ geräuscharmer Betrieb.
Bei beiden Varianten lassen sich unterschiedlichste Schüttgüter saugen, da diese Pumpen zum einen hohe Saugluftmengen (Flugförderung), zum anderen ein hohes Vakuum (Pfropfenförderung) produzieren können. Sie werden pneumatisch gesteuert, so dass Saugförderer problemlos in explosionsgefährdeten Bereichen eingesetzt werden können.
Die Vakuumpumpen bauen das Vakuum schlagartig auf und ab. Diese Arbeitsweise harmoniert mit der diskontinuierlichen Förderung, da der Abscheidebehälter zyklisch befüllt und entleert wird. Über den Betriebsdruck und Druckluftvolumenstrom lässt sich die Förderleistung anwendungsspezifisch und energiesparend regulieren.
Realisierbare Förderleistungen sind extrem produktabhängig. Schüttdichte, anhaftender oder brückenbildender Charakter, Partikelgröße, Oberflächengeometrie, Feuchtigkeitsgehalt, Art der Produktaufgabestelle,  Falschluftzufuhr und natürlich Förderstrecke und Förderhöhe sind entscheidende Parameter. Diese führen durchaus zu Differenzen in der Förderleistung von bis zu 1.000 kg/h, bei baugleichem Vakuumfördersystem. Für die Vakuumförderung liegt die Mehrzahl der Förderaufgaben im Bereich von 10 bis 6.000 kg/h, Förderstrecken bis 80 m und Förderhöhen bis 30 m, oft auch deutlich darunter. Die vielseitige Verwendbarkeit erlaubt zum einen das vollautomatische Absaugen aus Aufgabetrichtern und zum anderen beispielsweise die manuelle Sackentleerung.
Reicht das durch Druckluft erzeugte Vakuum nicht mehr aus, oder wenn der Förderer häufig im Einsatz ist, ist die Wahl einer externen Vakuumpumpe erforderlich.

### Filtersysteme
In jedem Vakuumfördersystem muss das angesaugte Produkt-Luft-Gemisch wieder separiert werden. Die Geschwindigkeit des geförderten Gutes reduziert sich beträchtlich wegen der Querschnittserweiterung im Abscheidebehälter. Ein großer Anteil scheidet sich folglich aufgrund der Gravitation im unteren Segment des Behälters ab.
Beim tangentialen Einsaugsegment unterstützt der innen liegende Zyklon den Abscheideprozess. Ein gewisser Staubanteil gelangt zur unterhalb der Vakuumpumpe liegenden Filtereinheit. Die Standzeit eines Filters kann durch große Filterflächen deutlich erhöht werden. So wird zum Beispiel bei der Ringfiltertechnologie der gesamte Umfang des Vakuumförderers genutzt, was größere Filterflächen ermöglicht. Die diskontinuierliche Förderung ermöglicht eine effiziente Filterreinigung durch den Gegenblas-Luftimpuls während der Entleerzeit. Wie schnell sich ein Filter zusetzt hängt von dem zu fördernden Produkt, der Filterfläche sowie dem Filtermaterial ab. Bei Feinstaub werden Oberflächenfilter verwendet, für andere Anwendungen gibt es Filter aus Kunststoff oder Edelstahlgewebe, die bei häufigem Produktwechsel nass gereinigt werden können, beispielsweise mit einem Dampfstrahlgerät oder im Ultraschallbad, auch ist bei Edelstahlgewebefilter ein CIP und DIP-Verfahren denkbar. Bei optimaler Auslegung sind, je nach Anwendungsfall, Filterstandzeiten von 5 bis 10 Jahren zu erreichen. Reicht bei besonders anhaftenden Fördergütern die normale Filterreinigung nicht aus, können Filtereinheit und Abscheidebehälter in Vibrationen versetzt werden.